# 杜士全
杜士全（？—？），字道執，號完三，直隸松江府上海縣（今屬上海市）浦江人，明朝政治人物。

## 生平
萬曆十三年（1585年）乙酉科應天鄉試第八十四名舉人，二十三年（1595年）成乙未科進士，禮部觀政，本年八月授湖廣大冶縣知縣，二十七年丁母憂，三十年復除海盐县知县，三十三年行取，升南京吏部主事。三十六年八月選授刑科给事中，巡视皇城四門，疏救满朝荐、卞孔时等。四十年升礼科右给事中。四十四年丁憂。
熹宗即位，起升太仆寺添注少卿。二年（1622年）升南京太常寺卿，五年加工部右侍郎，仍管太常寺卿事，六年改任南京刑部右侍郎。崇禎元年，起升南京工部尚书。三年四月以病回籍。卒年八十三。

## 家族
曾祖杜鸿，號樂川。祖父杜時騰，號孺懷，嘉靖戊午舉人、官知縣；祖母顧孺人。父杜宗翘，字振卿，號敬新，庠生。母唐氏。重庆下。叔父杜宗彝，乙酉舉人，官湖廣崇陽知縣。弟杜士基（甲午舉人）。